# SunStroke Project
SunStroke Project je moldavski glasbeni duo, ki ga sestavljata Sergej Jalovitski (vokal) in Sergej Stepanov (saksofon). Prvotno so bili v skupini trije, prej je v skupini sodeloval tudi Anton Ragoza. Slavo so dosegli z zastopanjem Moldavije na Evroviziji 2010 s pevko Olijo Tiro, ter na Evroviziji 2017. Ime skupine je izbral Ragoza saj je med delom v vojski imel incident v katerem je doživel možgansko kap.
25. februarja 2017 je bil SunStroke Project ponovno izbran za predstavnika Moldavije na Evroviziji 2017 s pesmijo »Hey, Mamma!«. Prebili so se iz prvega polfinala ter v finalu zasedeli tretje mesto s 374 točkami (264 točk telefonskega glasovanja).
Leta 2019 je Anton Ragoza zaradi nesoglasij prenehal biti del skupine. SunStroke Project ni bil več trio ampak duo. Njun prvi singel kot duo je bil Boomerang, ki je izšel aprila 2019.

## Člani
Anton Ragoza se je rodil 6. januarja 1986 v Tiraspolu v Pridnestrju. Bil violinist in glavni glasbeni skladatelj skupine od leta 2019 pa tudi nekdanji član. Pred prihodom v skupino je bil dirigent in vodil orkester v Kišinjevu, ter zato prejel vrsto prestižnih nagrad na področju klasične glasbe.
Sergey Stepanov se je rodil 3. septembra 1984 v Tiraspolu v Pidnestrju. V skupini deluje kot saksofonist. Ragoza je spoznal v vojski, kjer se je tudi odločil, da bo ustanovil skupino SunStroke Project.
Sergej Yalovitsky je vokalist skupine. Pred tem je deloval kot pevec na križarah. Poleg tega pa je dobitnik različnih nagrade za petje v Moldaviji in Romuniji.

## Kariera

### 2007-2008
Skupina SunStroke Project je bila ustanovljena in je kmalu po ustanovitvi izdala svoj prvi (do leta 2014 tudi edini) uradni album z imenom  Don't word more.

### 2008-2009: Pasha Parfeny
Skupini se je konec leta 2008 pridružil moldavski vokalist Pasha Parfeny. Z njim je skupina izdala tri single. Vse tri je produciral Alex Brashovean (član nekdanje moldavske skupine O-Zone). Leta 2009 so se udeležili moldavskega nacionalnega izbora za Pesem Evrovizije. S pesmijo No Crime so se uvrstili na tretje mesto, zmagala je Nelly Ciobanu. Poleti 2009 je Pasha Parfeny zapustil skupino.

### 2010: Evrovizija
SunStroke Project je skupaj z Olijo Tiro zmagal na nacionalenem izboru za Pesem evrovizije s pesmijo ''Run Away''. Nastopili so v prvem polfinalu iz katerega so se prebili v finale in se uvrstili na 22. mesto.

### 2011-2017: Evrovizija
Skupina se je vmes večkrat prijavila na izbore toda neuspešno. Vendar se jim je ponovno uspelo udeležiti Pesem Evrovizije leta 2017 s pesmijo ''Hey Mamma!''.Prebili so se iz prvega polfinala ter v finalu zasedeli tretje mesto s 374 točkami (264 točk telefonskega glasovanja).

## Diskografija

### Studijski album
| Naslov             | Podrobnosti                                                                        |
| ------------------ | ---------------------------------------------------------------------------------- |
| Don't word more... | - Objevljeno: 2007 - Glasbena založba: Ragoza Music - Format: digitalni prenos, CD |

### Pesmi
| Pesem                     | Leto | Pozicije na lestvicah | Pozicije na lestvicah | Pozicije na lestvicah | Pozicije na lestvicah | Pozicije na lestvicah | Pozicije na lestvicah | Pozicije na lestvicah | Pozicije na lestvicah | Pozicije na lestvicah | Pozicije na lestvicah | Album       |
| Pesem                     | Leto | AUT                   | BEL                   | FRA                   | NEM                   | NIZ                   | NOR                   | RUS                   | ŠPA                   | ŠVE                   | ŠVI                   | Album       |
| ------------------------- | ---- | --------------------- | --------------------- | --------------------- | --------------------- | --------------------- | --------------------- | --------------------- | --------------------- | --------------------- | --------------------- | ----------- |
| No Crime                  | 2009 | —                     | —                     | —                     | —                     | —                     | —                     | —                     | —                     | —                     | —                     | Brez albuma |
| In Your Eyes              | 2009 | —                     | —                     | —                     | —                     | —                     | —                     | 299                   | —                     | —                     | —                     | Brez albuma |
| Summer                    | 2009 | —                     | —                     | —                     | —                     | —                     | —                     | 215                   | —                     | —                     | —                     | Brez albuma |
| Run Away (z Olia Tira)    | 2010 | —                     | —                     | —                     | —                     | —                     | 7                     | 246                   | —                     | 31                    | —                     | Brez albuma |
| Play with Me              | 2010 | —                     | —                     | —                     | —                     | —                     | —                     | 215                   | —                     | —                     | —                     | Brez albuma |
| Walking in the Rain       | 2011 | —                     | —                     | —                     | —                     | —                     | —                     | 236                   | —                     | —                     | —                     | Brez albuma |
| Superman (z Olia Tira)    | 2012 | —                     | —                     | —                     | —                     | —                     | —                     | —                     | —                     | —                     | —                     | Brez albuma |
| Amor                      | 2014 | —                     | —                     | —                     | —                     | —                     | —                     | 177                   | —                     | —                     | —                     | Brez albuma |
| Sunshine (z Deepcentral)  | 2014 | —                     | —                     | —                     | —                     | —                     | —                     | —                     | —                     | —                     | —                     | Brez albuma |
| Not Giving It Up          | 2015 | —                     | —                     | —                     | —                     | —                     | —                     | —                     | —                     | —                     | —                     | Brez albuma |
| Lonely                    | 2016 | —                     | —                     | —                     | —                     | —                     | —                     | —                     | —                     | —                     | —                     | Brez albuma |
| Home                      | 2016 | —                     | —                     | —                     | —                     | —                     | —                     | —                     | —                     | —                     | —                     | Brez albuma |
| Maria Juana               | 2016 | —                     | —                     | —                     | —                     | —                     | —                     | —                     | —                     | —                     | —                     | Brez albuma |
| Dam Dam Dam               | 2016 | —                     | —                     | —                     | —                     | —                     | —                     | —                     | —                     | —                     | —                     | Brez albuma |
| Hey, Mamma!               | 2017 | 27                    | 49                    | 56                    | 52                    | 70                    | —                     | 272                   | 89                    | 18                    | 55                    | Brez albuma |
| Sun Gets Down             | 2017 | —                     | —                     | —                     | —                     | —                     | —                     | —                     | —                     | —                     | —                     | Brez albuma |
| I Want You (feat. Broono) | 2018 | —                     | —                     | —                     | —                     | —                     | —                     | —                     | —                     | —                     | —                     | Brez albuma |
| Amor                      | 2018 | —                     | —                     | —                     | —                     | —                     | —                     | —                     | —                     | —                     | —                     | Brez albuma |
| Boomerang                 | 2019 | —                     | —                     | —                     | —                     | —                     | —                     | —                     | —                     | —                     | —                     | Brez albuma |
| Mango                     | 2019 | —                     | —                     | —                     | —                     | —                     | —                     | —                     | —                     | —                     | —                     | Brez albuma |
| D.F.M.M.                  | 2019 | —                     | —                     | —                     | —                     | —                     | —                     | —                     | —                     | —                     | —                     | Brez albuma |
| Росомаха                  | 2019 | —                     | —                     | —                     | —                     | —                     | —                     | —                     | —                     | —                     | —                     | Brez albuma |
| Pepperoni                 | 2020 | —                     | —                     | —                     | —                     | —                     | —                     | —                     | —                     | —                     | —                     | Brez albuma |
| Расстреляй Любовью        | 2020 | —                     | —                     | —                     | —                     | —                     | —                     | —                     | —                     | —                     | —                     | Brez albuma |
| Shake It (s Fox Banger)   | 2020 | —                     | —                     | —                     | —                     | —                     | —                     | —                     | —                     | —                     | —                     | Brez albuma |
| Белое                     | 2021 | —                     | —                     | —                     | —                     | —                     | —                     | —                     | —                     | —                     | —                     | Brez albuma |